# 让·莱缪沙特
让·莱缪沙特（法語：Jean Rémusat，1815年—1880年9月1日），又譯让·雷慕萨，是一位法国长笛演奏家、长笛音乐作曲家和指挥家。晚年定居在上海。

## 生活
让·莱缪沙特出生于波尔多。从1830年起，他在巴黎國立高等音樂舞蹈學院跟随长笛演奏家讓-路易·圖魯学习。後來他搬到英國伦敦，並在女王陛下劇院演奏长笛。1853年剧院关闭後，他回到巴黎，並在莉莉库剧场演奏长笛。
大约在1865年，让·莱缪沙特移居上海並創辦上海愛樂社。1873年，让·莱缪沙特從馬上摔下來，摔斷了鎖骨。1879年，他出任上海公共乐团的第一任指挥。
1880年9月1日，让·莱缪沙特因痢疾在上海南京路的私人寓所去世。9月2日，葬禮在洋泾浜圣若瑟堂舉行。